# Josef Manger
Josef Manger, född 26 maj 1913 i Bamberg, död 13 mars 1991 i Tutzing, var en tysk tyngdlyftare.
Manger blev olympisk guldmedaljör i +82,5-kilosklassen i tyngdlyftning vid sommarspelen 1936 i Berlin.